# Куяльницький цвинтар
Куя́льницький цви́нтар — старий недіючий цвинтар колишнього селища Куяльник, поховання козаків-нерубаїв. Тепер знаходиться в межах міста Одеса, по Хаджибейській дорозі, на схилах Шкодової гори.

## Історія виникнення

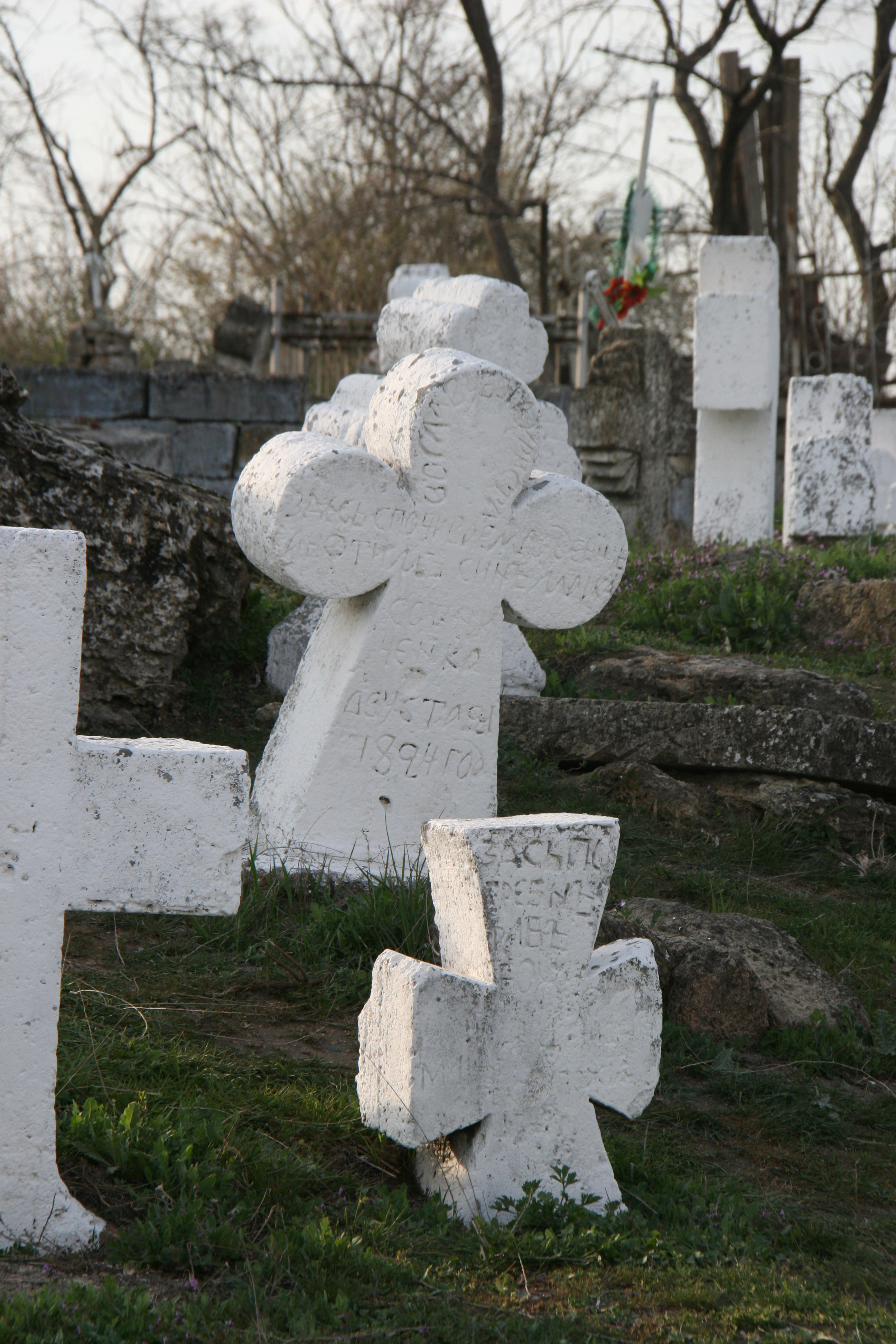
Найстарше поховання на цвинтарі - могила младенця Іоана (малий хрест в центрі зображення). Вище в центрі - поховання Анфима Сотниченка.

Після зруйнування Запорізької Січі велика частина козаків перейшла до турецької імперії. Вони оселилися в передмісті Хаджибея, в районі Куяльницько-Хажибейського пересипу. Оскільки сам пересип, вузький і завдовжки 8 км, тоді постійно затоплювався, то оселялися вони на схилах гір Шкодової та Довга могила. На схилах Шкодової гори виникло поселення Куяльник, де у 1809 р. засновано Вознесенську церкву (не збереглася). Цвинтар виник ще раніше, приблизно в 1775 році, а найстарше поховання датується 1791 роком, тобто за три роки до розбудови Одеси. Найстарішим похованням (1791 року) є могила Младенця Іоана, кам'яний хрест на якій несе такий напис:
|  | ЗДСЪПО / ГРЄБНЪ / РАБЪ / БОЖИ / ІН ХС / МЛДЄНЦЪ ИОАНЪ / РОКУ БОЖИА / 1791. |

Метричні книги Вознесенської церкви велися від 1809 до 1822 року. Пізніше починає діяти Різдво-Богородицька церква в сусідньому селі Усатовому. У метричних книгах присутні дані про 531 поховання. Більшість прізвищ (дві третини) — суто українські, 18 імен однофамільців або прямих нащадків запорозьких полкових старшин, є й прізвища гетьманів (Дорошенко, Чорний) і генеральських осавулів (Лисенко), а також прізвища, що походять від назв запорозьких куренів.
Однією із поширених назв цвинтаря є "Цвинтар козаків Сотниківської січі", хоча на справді січі із такою назвою не існувало. За однією із версій ця назва виникла через напис на одному із добре збережених хрестів в центральній частині цвинтаря, де вказується прізвище Сотниченко.
|  | ВОСЛАВУ БОГА ХРИСТА / ЗДЕСЬ СПОЧИВАЄ МЛАДЄНЇЦЪ / АНФТИМЪ СИНЪ МАРКА / СОТНИ / ЧЄНКА / АВУСТА 21 / 1824 ГОДА. |

## Сучасний стан

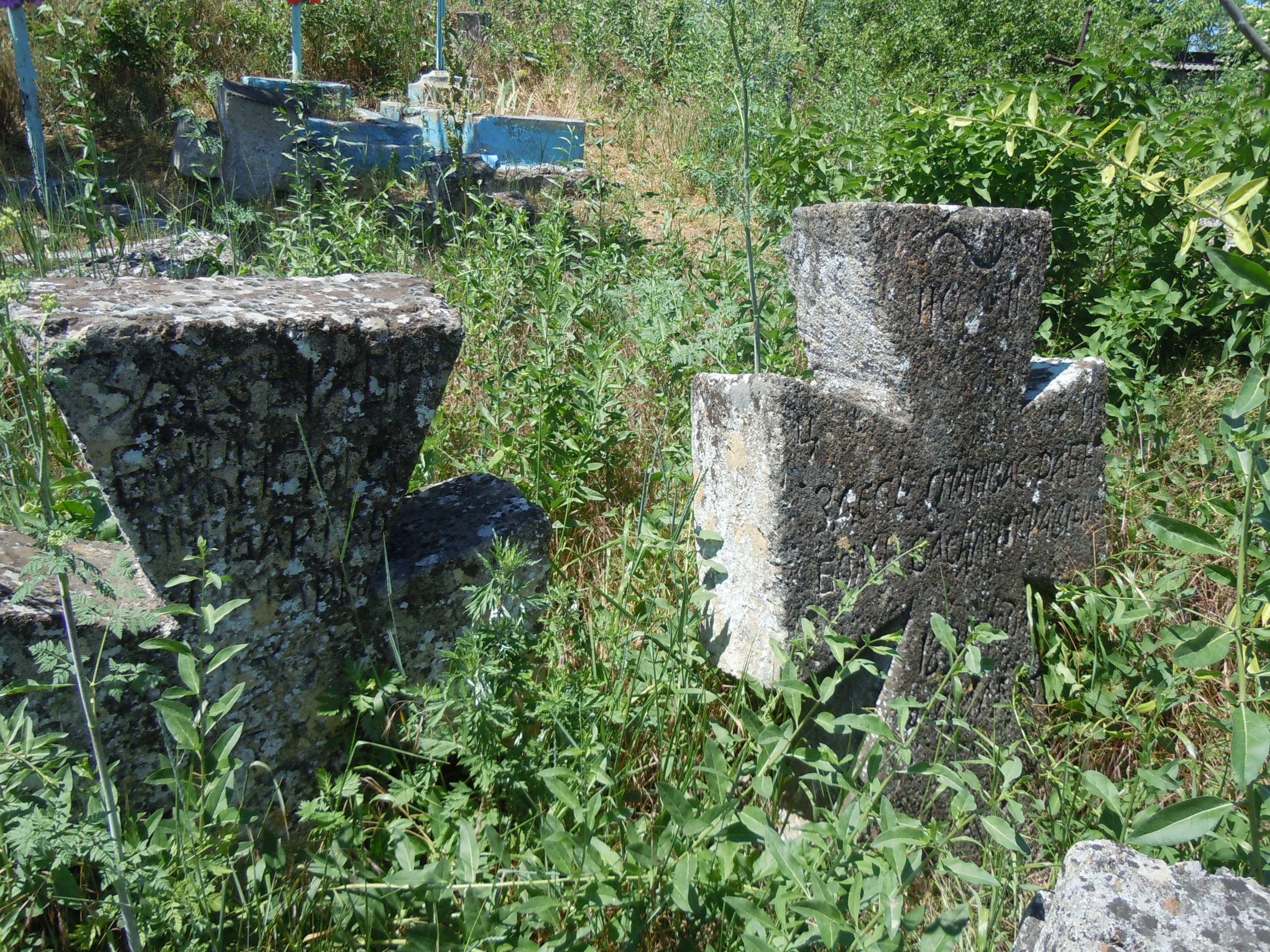
Мальтійські хрести із написами

Збереглася площа 0,16 гектара, останнє поховання 1965 року. На цвинтарі існує близько 205 старовинних надгробків, вирізаних із суцільної брили вапняку, на 33 хрестах збереглися написи. Усі написи зроблені мішаною — церковно-слов'янською і українською мовами, починаються із фрази: «здесь почивае раб Божій», далі йдуть імена й прізвища, а також криптоніми під титлами ІН ЦЙ (Ісус Назарянин цар Юдейський). На одному із поховань проглядається рік 1771 (напис: «Здсъ погрєбнъ рабъ Божи младенцъ Иоанъ року Божія 1771»), але спеціалісти датують це поховання 1791 роком. 32 із існуючих хрестів є унікальними. Серед хрестів переважають чотириконечні, шестиконечні й восьмиконечні поширені менше, у більшості основа частина хреста розширена порівняно з верхньою частиною. Розширенні частини мають форму трикутника, трапеції, прямокутника з прямими заокругленими та ступінчастими гранями, символізують хрест на Голгофі.
Серед різновидів хрестів поширені грецький і розширений хрести, іноді розширений хрест доповнюється в основі півмісяцем. Поширені мальтійські хрести, іноді в комплексі із півмісяцем, рідко трапляється кругла і трилистова форми. Дуже поширеною є промениста форма, яка не має аналогів, всі мають круг — знак сонця в праслов'янській символіці.

## Охорона
4 квітня 2017 року Інститут національної пам'яті підтримав ініціативу одеських активістів щодо надання цвинтареві статусу національної пам'ятки. Вона потребує затвердження у Міністерстві культури та Одеській ОДА.
У квітні 2021 року Міністерство культури занесло Куяльницьке кладовище до Державного реєстру нерухомих пам'яток.